# Leucochloron incuriale
Leucochloron incuriale är en ärtväxtart som först beskrevs av Vell., och fick sitt nu gällande namn av Rupert Charles Barneby och James Walter Grimes. Leucochloron incuriale ingår i släktet Leucochloron och familjen ärtväxter. Inga underarter finns listade i Catalogue of Life.